# Zoe Saldaña
Zoë Yadira Saldaña-Perego (născută Saldaña Nazario; n. 19 iunie 1978, Passaic⁠(d), New Jersey, SUA) este o actriță și dansatoare americană, câștigătoare a premiului Oscar. E cunoscută în special pentru rolul lui Anamaria în Pirates of the Caribbean: The Curse of the Black Pearl (2003), Nyota Uhura în Star Trek (2009) și în continuarea Star Trek Into Darkness (2013), Neytiri în Avatar (2009) și în continuările acestuia care urmează să apară, precum și Gamora în Guardians of the Galaxy (2014).

## Filmografie

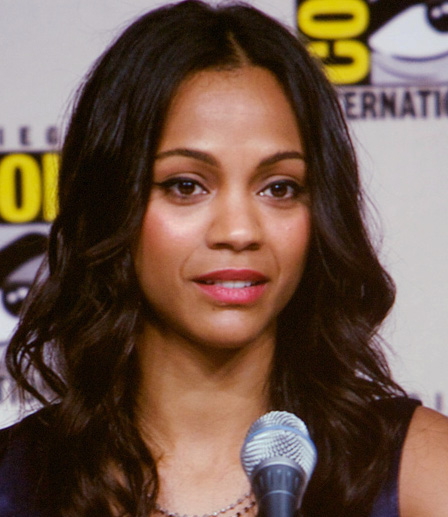
Zoe Saldaña în 2009

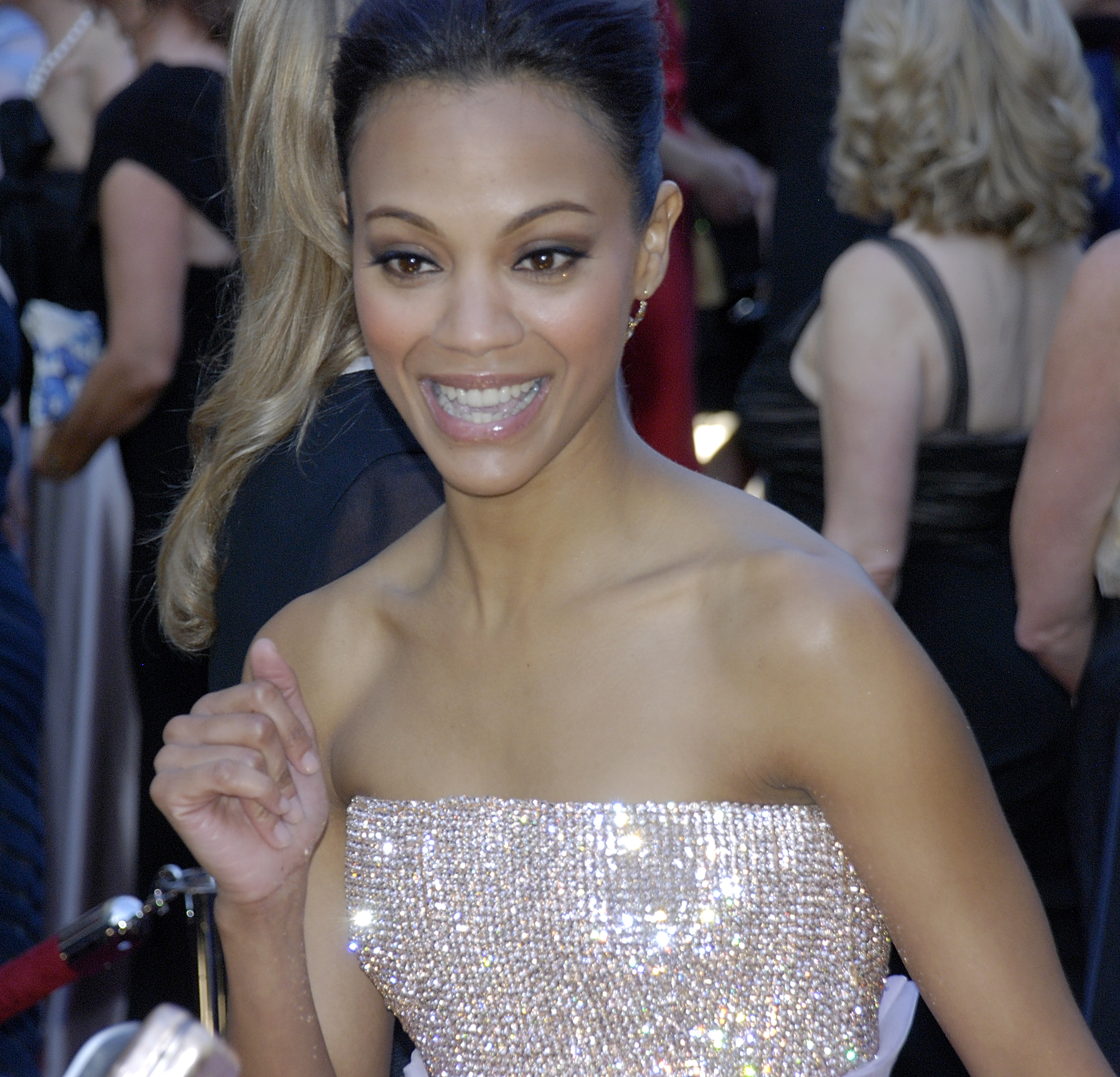
Zoe Saldaña în 2010

### Film
| An   | Titlu                                                  | Rol               | Note              |
| ---- | ------------------------------------------------------ | ----------------- | ----------------- |
| 2000 | Center Stage                                           | Eva Rodriguez     |                   |
| 2001 | Get Over It                                            | Maggie            |                   |
| 2001 | Snipes                                                 | Cheryl            |                   |
| 2002 | Crossroads                                             | Kit               |                   |
| 2002 | Drumline                                               | Laila             |                   |
| 2003 | Pirates of the Caribbean: The Curse of the Black Pearl | Anamaria          |                   |
| 2004 | The Terminal                                           | Dolores Torres    |                   |
| 2004 | Haven                                                  | Andrea            |                   |
| 2004 | Temptation                                             | Annie             |                   |
| 2005 | Constellation                                          | Rosa Boxer        |                   |
| 2005 | Guess Who                                              | Theresa Jones     |                   |
| 2005 | Dirty Deeds                                            | Rachel Buff       |                   |
| 2005 | The Curse of Father Cardona                            | Flor              |                   |
| 2006 | Premium                                                | Charli            |                   |
| 2006 | The Heart Specialist                                   | Donna             |                   |
| 2007 | After Sex                                              | Kat               |                   |
| 2007 | Blackout                                               | Claudine          |                   |
| 2008 | Vantage Point                                          | Angie Jones       |                   |
| 2009 | Star Trek                                              | Nyota Uhura       |                   |
| 2009 | The Skeptic                                            | Cassie            |                   |
| 2009 | Avatar                                                 | Neytiri           |                   |
| 2010 | The Losers                                             | Aisha             |                   |
| 2010 | Takers                                                 | Lily Jansen       |                   |
| 2010 | Death at a Funeral                                     | Elaine            |                   |
| 2010 | Burning Palms                                          | Sara Cotton       |                   |
| 2011 | Colombiana                                             | Cataleya Restrepo |                   |
| 2012 | The Words                                              | Dora Jansen       |                   |
| 2013 | Blood Ties                                             | Vanessa           |                   |
| 2013 | Star Trek Into Darkness                                | Nyota Uhura       |                   |
| 2013 | Out of the Furnace                                     | Lena Warren       |                   |
| 2014 | Unity                                                  | Narator           | Documentar        |
| 2014 | Infinitely Polar Bear                                  | Maggie Stuart     |                   |
| 2014 | Guardians of the Galaxy                                | Gamora            |                   |
| 2014 | The Book of Life                                       | Maria (voce)      | În post-producție |
| 2014 | Nina                                                   | Nina Simone       | În post-producție |

### Televiziune
| An        | Titlu                             | Rol                | Note                                                 |
| --------- | --------------------------------- | ------------------ | ---------------------------------------------------- |
| 1999      | Law & Order                       | Belinca            | 2 episode                                            |
| 2004      | Law & Order: Special Victims Unit | Gabrielle Vega     | Episodul: "Criminal"                                 |
| 2006–2007 | Six Degrees                       | Regina             | 5 episoade                                           |
| 2013      | Comedy Bang! Bang!                | Propriul rol       | Episodul: "Zoe Saldana Wears A Tan Blouse & Glasses" |
| 2014      | Rosemary's Baby                   | Rosemary Woodhouse | 2 episoade; plus producătoare                        |

### Jocuri video
| An   | Titlu     | Rol                |
| ---- | --------- | ------------------ |
| 2013 | Star Trek | Nyota Uhura (voce) |

## Premii și nominalizări
| An   | Premiu                                             | Categorie                                                              | Lucrare                 | Rezultat     |
| ---- | -------------------------------------------------- | ---------------------------------------------------------------------- | ----------------------- | ------------ |
| 2003 | MTV Movie Awards                                   | Best Kiss (cu Nick Cannon)                                             | Drumline                | Nominalizare |
| 2005 | Black Movie Awards                                 | Outstanding Performance by an Actress in a Supporting Role             | Guess Who               | Nominalizare |
| 2005 | Image Awards                                       | Outstanding Actress in a Motion Picture                                | Guess Who               | Nominalizare |
| 2005 | Teen Choice Awards                                 | Choice Movie Breakout Performance – Female                             | Guess Who               | Nominalizare |
| 2006 | Black Reel Awards                                  | Best Actress                                                           | Guess Who               | Nominalizare |
| 2009 | ALMA Awards                                        | Actress in Film                                                        | Star Trek               | Nominalizare |
| 2009 | Boston Society of Film Critics Awards              | Best Ensemble Cast                                                     | Star Trek               | Câștigat     |
| 2009 | Teen Choice Awards                                 | Choice Movie Actress – Action/Adventure                                | Star Trek               | Nominalizare |
| 2009 | Washington DC Area Film Critics Association Awards | Best Ensemble                                                          | Star Trek               | Nominalizare |
| 2009 | People's Choice Award                              | Favorite Breakout Movie Actress                                        | Star Trek               | Nominalizare |
| 2009 | Scream Award                                       | Best Science Fiction Actress                                           | Star Trek               | Nominalizare |
| 2009 | Scream Award                                       | Breakout Performance – Female                                          | Star Trek               | Nominalizare |
| 2009 | Scream Award                                       | Best Ensemble                                                          | Star Trek               | Nominalizare |
| 2010 | Academy of Science Fiction, Fantasy & Horror Films | Best Actress                                                           | Avatar                  | Câștigat     |
| 2010 | BET Awards                                         | Best Actress                                                           | Avatar                  | Nominalizare |
| 2010 | Black Reel Awards                                  | Best Actress                                                           | Avatar                  | Nominalizare |
| 2010 | Broadcast Film Critics Association Awards          | Best Acting Ensemble                                                   | Star Trek               | Nominalizare |
| 2010 | Empire Awards                                      | Best Actress                                                           | Avatar                  | Câștigat     |
| 2010 | Image Awards                                       | Outstanding Supporting Actress in a Motion Picture                     | Avatar                  | Nominalizare |
| 2010 | Kids' Choice Awards                                | Cutest Couple (with Sam Worthington)                                   | Avatar                  | Nominalizare |
| 2010 | Kids' Choice Awards                                | Favorite Movie Actress                                                 | Avatar                  | Nominalizare |
| 2010 | MTV Movie Awards                                   | Best Female Performance                                                | Avatar                  | Nominalizare |
| 2010 | MTV Movie Awards                                   | Best Kiss (with Sam Worthington)                                       | Avatar                  | Nominalizare |
| 2010 | Scream Award                                       | Best Science Fiction Actress                                           | Avatar                  | Nominalizare |
| 2010 | Saturn Award                                       | Best Actress                                                           | Avatar                  | Câștigat     |
| 2010 | Teen Choice Awards                                 | Choice Movie Actress – Sci-Fi                                          | Avatar                  | Câștigat     |
| 2010 | Teen Choice Awards                                 | Choice Movie Actress – Action/Adventure                                | The Losers              | Nominalizare |
| 2010 | Teen Choice Awards                                 | Choice Movie Actress – Comedy                                          | Death at a Funeral      | Nominalizare |
| 2010 | Visual Effects Society Awards                      | Outstanding Animated Character in a Live Action Feature Motion Picture | Avatar                  | Câștigat     |
| 2011 | ALMA Awards                                        | Favorite Movie Actress – Drama/Adventure                               | Takers                  | Nominalizare |
| 2011 | BET Awards                                         | Best Actress                                                           | The Losers              | Nominalizare |
| 2011 | BET Awards                                         | Best Actress                                                           | Death at a Funeral      | Nominalizare |
| 2011 | Image Awards                                       | Outstanding Actress in a Motion Picture                                | The Losers              | Nominalizare |
| 2011 | SFX Awards                                         | Best Actress                                                           | Avatar                  | Nominalizare |
| 2012 | BET Awards                                         | Best Actress                                                           | Colombiana              | Nominalizare |
| 2012 | Black Reel Awards                                  | Best Actress                                                           | Colombiana              | Nominalizare |
| 2012 | Image Awards                                       | Outstanding Actress in a Motion Picture                                | Colombiana              | Nominalizare |
| 2012 | Teen Choice Awards                                 | Choice Movie Actress – Action                                          | Colombiana              | Câștigat     |
| 2012 | ALMA Awards                                        | Favorite Movie Actress Drama/Adventure                                 | Colombiana              | Câștigat     |
| 2013 | Teen Choice Awards                                 | Choice Summer Movie Star: Female                                       | Star Trek Into Darkness | Nominalizare |